# Łada Niva
Łada Niva – samochód terenowy klasy subkompaktowej produkowany pod rosyjską marką Łada od 1977 roku. Od 1998 roku produkowana jest druga generacja modelu.

## Pierwsza generacja

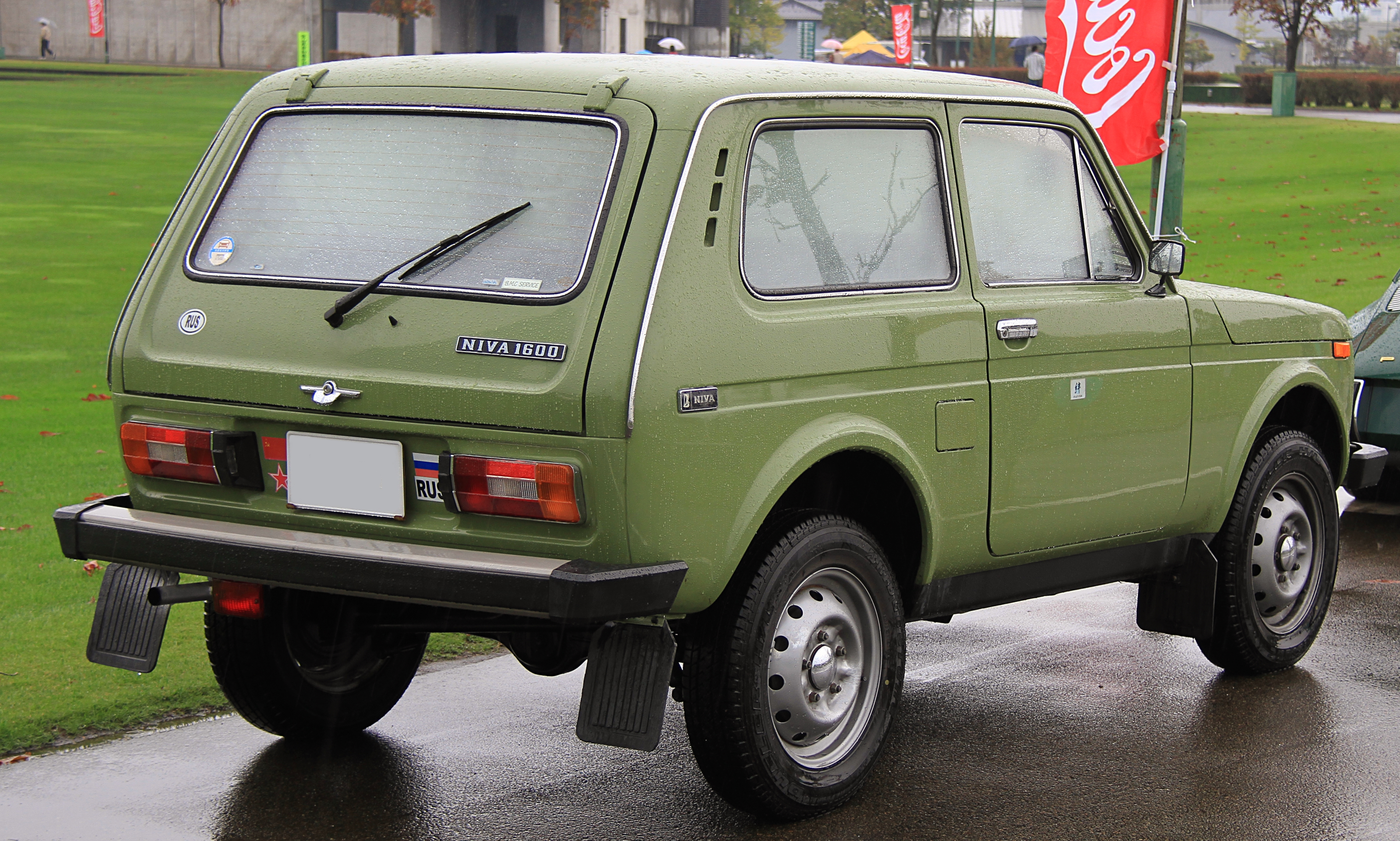
Łada Niva I – tył

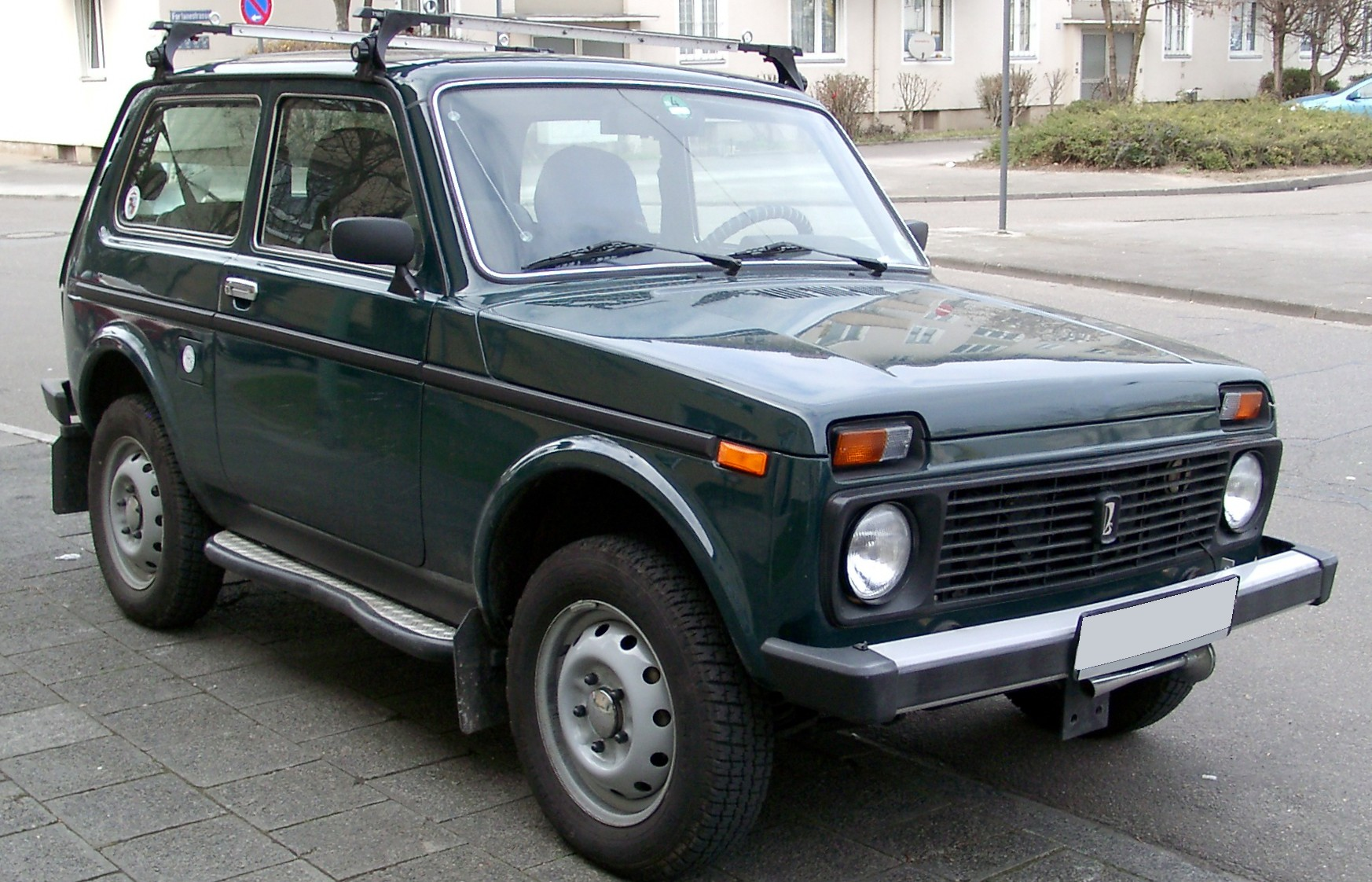
Łada 4x4 po liftingu

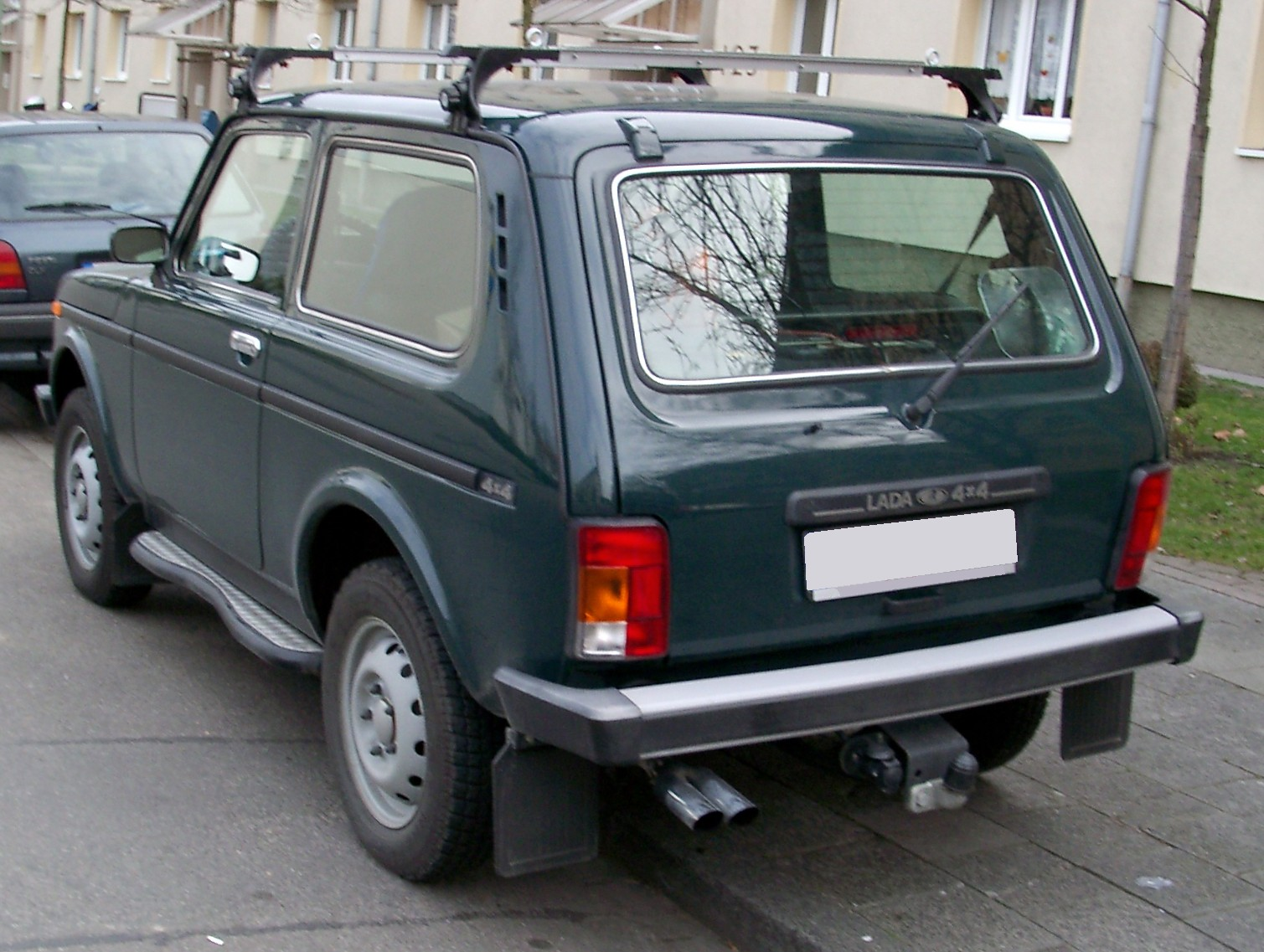
Łada 4x4 - tył po liftingu

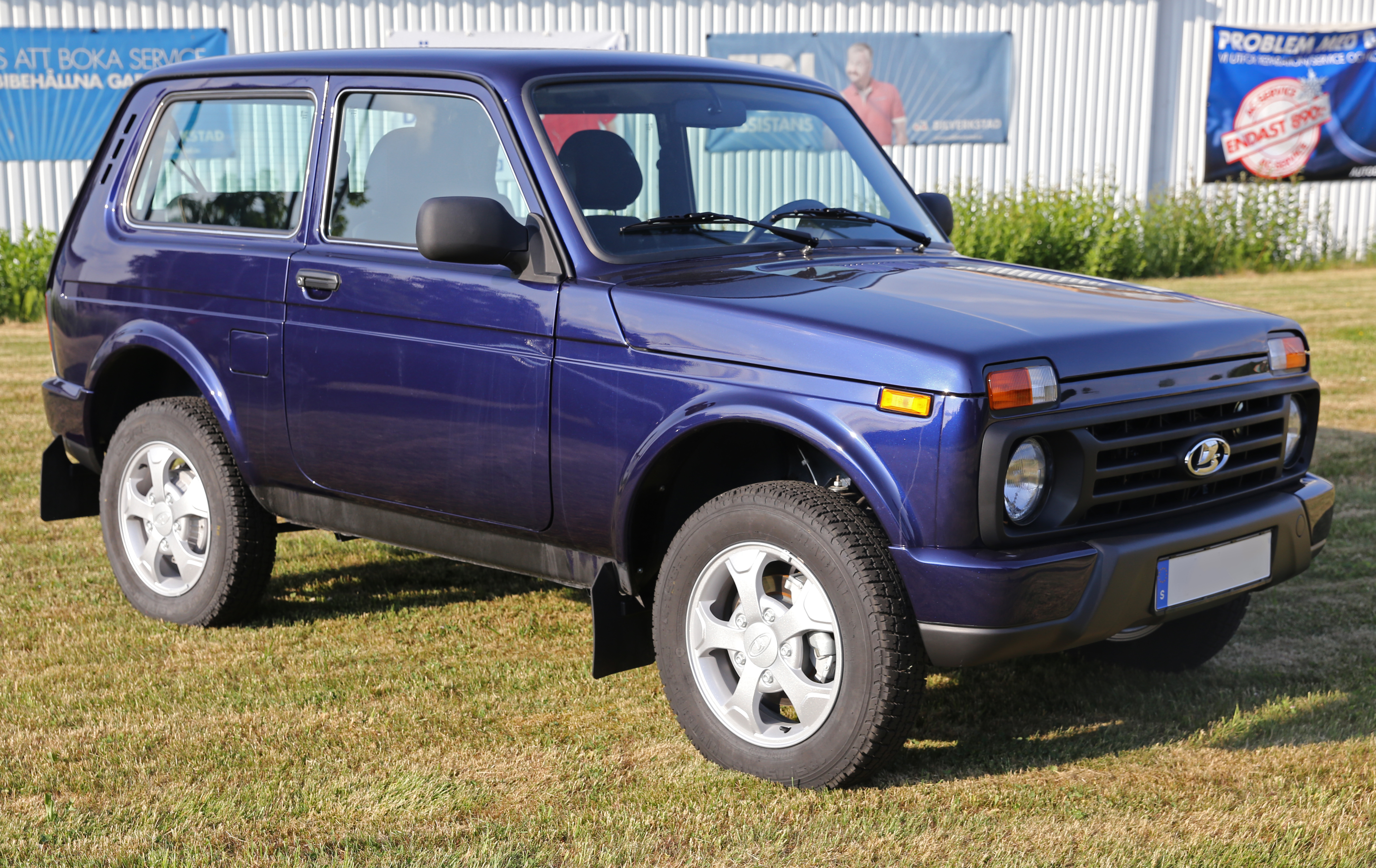
Łada 4x4 Urban po drugim liftingu

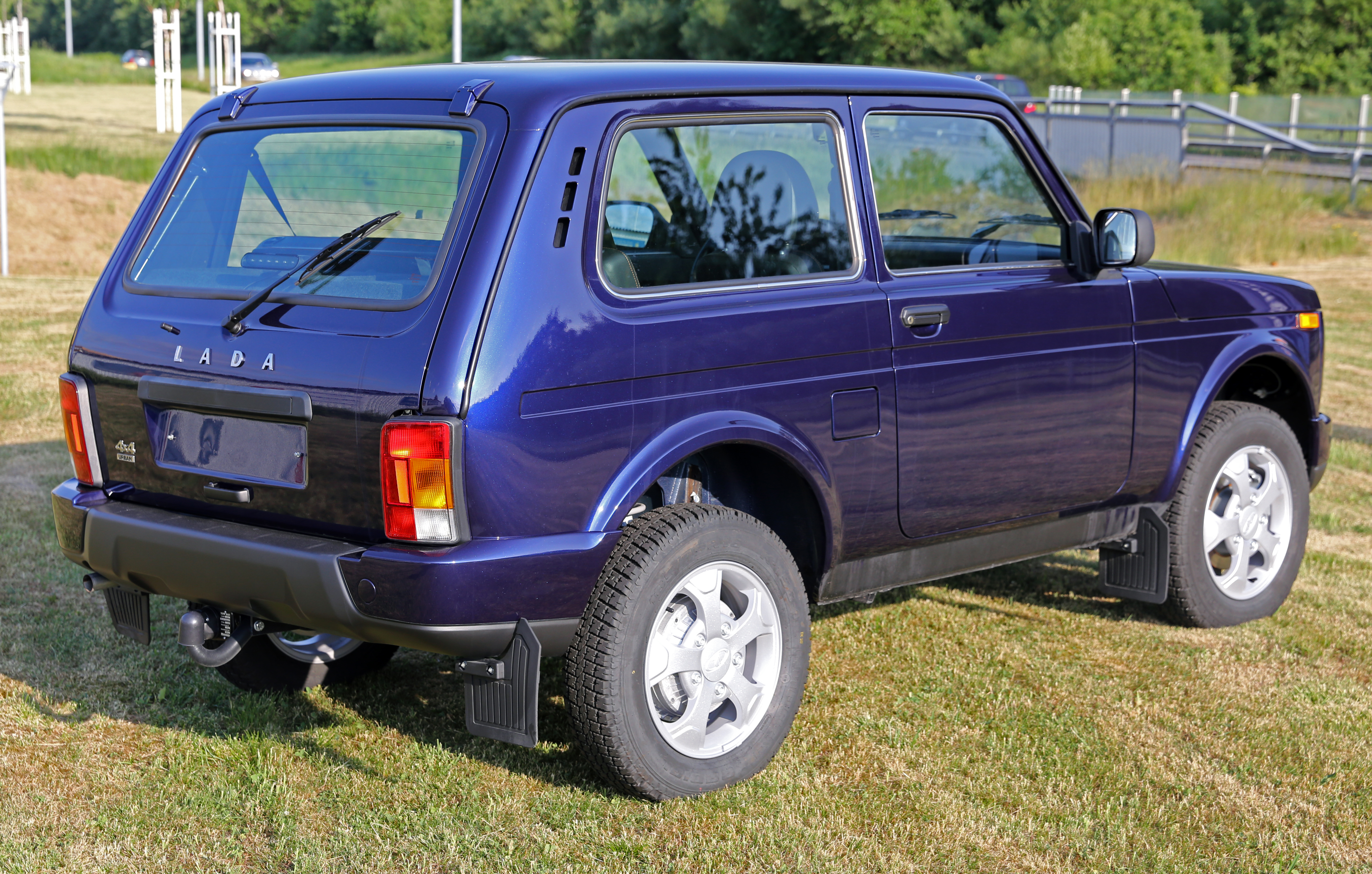
Łada 4x4 Urban - tył po drugim liftingu

Łada Niva I została zaprezentowana po raz pierwszy w 1977 roku.
Niva o kodzie fabrycznym 2121 uważana jest za pierwszy samochód WAZa nie bazujący bezpośrednio na licencji FIATa. Choć trzydrzwiowe nadwozie oraz system przeniesienia napędu na 4 koła stworzony został przez inżynierów zakładów WAZ, wiele komponentów zostało przeniesionych z poprzednich modeli Łady bazujących na licencyjnych technologiach FIATa. Produkcję rozpoczęto w 1977 roku, jedyne zmiany objęły jednostki napędowe, klapę bagażnika i wykończenie wnętrza. Początkowo auto wyposażono w gaźnikowy silnik o pojemności 1600 cm³ i mocy maksymalnej 54 kW (72 KM) znany z modelu 2107 oraz 4- lub 5-biegową skrzynię manualną.
Samochód charakteryzował się stałym napędem na cztery koła przenoszonym poprzez centralny dyferencjał posiadający możliwość blokady, na przedni i tylny most. Te samochody mogły osiągnąć prędkość 130 km/h (90 km/h w terenie), spalanie utrzymywało się na poziomie 8,25 l benzyny na 100 km. Dopuszczalną masę przyczepy określono na 860 kg.

### Restylizacje
W 1993 roku model przeszedł pierwszy, tak duży face lifting od czasu debiutu w 1977 roku. Zmodernizowano całkowicie przede wszystkim tylną część nadwozia, modernizując jednak także i detale pasa przedniego. Wprowadzono także nową jednostkę napędową o pojemności 1700 cm³ i z pojedynczym wtryskiem paliwa sterowanym przez komputer marki Bosch znanym dobrze z samochodów produkcji koncernu GM. Na niektórych rynkach oferowano także wysokoprężny silnik Peugeota o pojemności 1900 cm³ oraz kilka innych mniejszych jednostek Diesla montowanych na indywidualne zamówienie (patrz specyfikacja modelu 21215).
W 2019 roku samochód przeszedł kolejną dużą restylizację, w ramach której paleta wariantów została poszerzona o topową odmianę 4x4 Urban wyróżniającą się charakterystycznym, częściowo lakierowanym wyglądem zderzaków, a także bogatszym wyposażeniem standardowym. Ponadto, zmieniono też wygląd kokpitu i upodobniono logotypy do aktualnego wzoru.

### Zmiany nazw
W 2006 roku nazwa modelu została zmieniona z Niva na Łada 4x4. Zmiana ta nastąpiła, aby odróżnić starszą konstrukcję od nowszego modelu również noszącego tę nazwę, do którego General Motors, współproducent modelu Chevrolet Niva, posiadał prawa. Polityka nazewnicza objęła także rynki eksportowe.
Po 15 latach, Łada zdecydowała się ponownie dokonać zmiany nazwy wskutek nowego porządku wprowadzonego wobec obu swoich niewielkich pojazdów terenowych. W ten sposób, od stycznia 2021 roku zamiast Łada 4x4 samochód nazywa się Łada Niva Legend.

### Koniec sprzedaży w UE
W 2020 roku samochód został wycofany ze sprzedaży na rynkach krajów Unii Europejskiej (w tym Polski). Powodem jest wprowadzenie z dniem 1 stycznia nowych limitów dotyczących emisji spalin. Ostatnie Łady homologowane według starych wytycznych trafiły do europejskich dealerów pod koniec pierwszego kwartału 2020 roku, od tego czasu dealerzy nie przyjmują nowych zamówień na samochody.

### Wersje
- 2121 – gama modeli trzydrzwiowych
  - 21210 – model podstawowy z roku 1976, silnik o pojemności 1,6 l i mocy 74,5 KM
  - 21211 – wersja dla ruchu prawostronnego, silnik o poj. 1,3 l (moc 64 KM), masa 1150 kg
  - 21212 – wersja dla ruchu lewostronnego, silnik o poj. 1,3 l (moc 64 KM), masa 1150 kg
  - 21219 – silnik z modelu 21210, układ przeniesienia napędu z 21213
  - 21213 – face lifting – zmieniono pas tylny, skrzynię biegów, wyposażenie wnętrza, gaźnik (od 1994)
    - 1922 Marsz – terenowa wersja Nivy zbudowana na bazie modelu 21213, podwozie UAZ-469

  - 21214 – wersja dla ruchu prawostronnego, wtrysk, silnik 1,7 l
  - 21216 – wersja dla ruchu lewostronnego, wtrysk, silnik 1,7 l
  - 21215 – gama modeli z silnikami Diesla montowanymi na indywidualne zamówienie
    - 21215-10 – silnik Peugeota o poj. 1,9 l i mocy 75 KM
    - 21215-20 – turbodoładowany silnik Peugeota o poj. 1,9 l i mocy 90 KM
    - 21215-30 – silnik o poj. 1,45 l i mocy 48 KM
    - 21215-40 – silnik o poj. 1,6 l i mocy 54 KM
    - 21215-50 – turbodoładowany silnik o poj. 1,6 l i mocy 64 KM
    - 21215-70 – silnik o poj. 1,8 l i mocy 75 KM

### Silniki
- L4 1.6l 2106
- L4 1.7l 21213
- L4 1.8l 2131
- L4 1.9l XUD

### Niva 2131

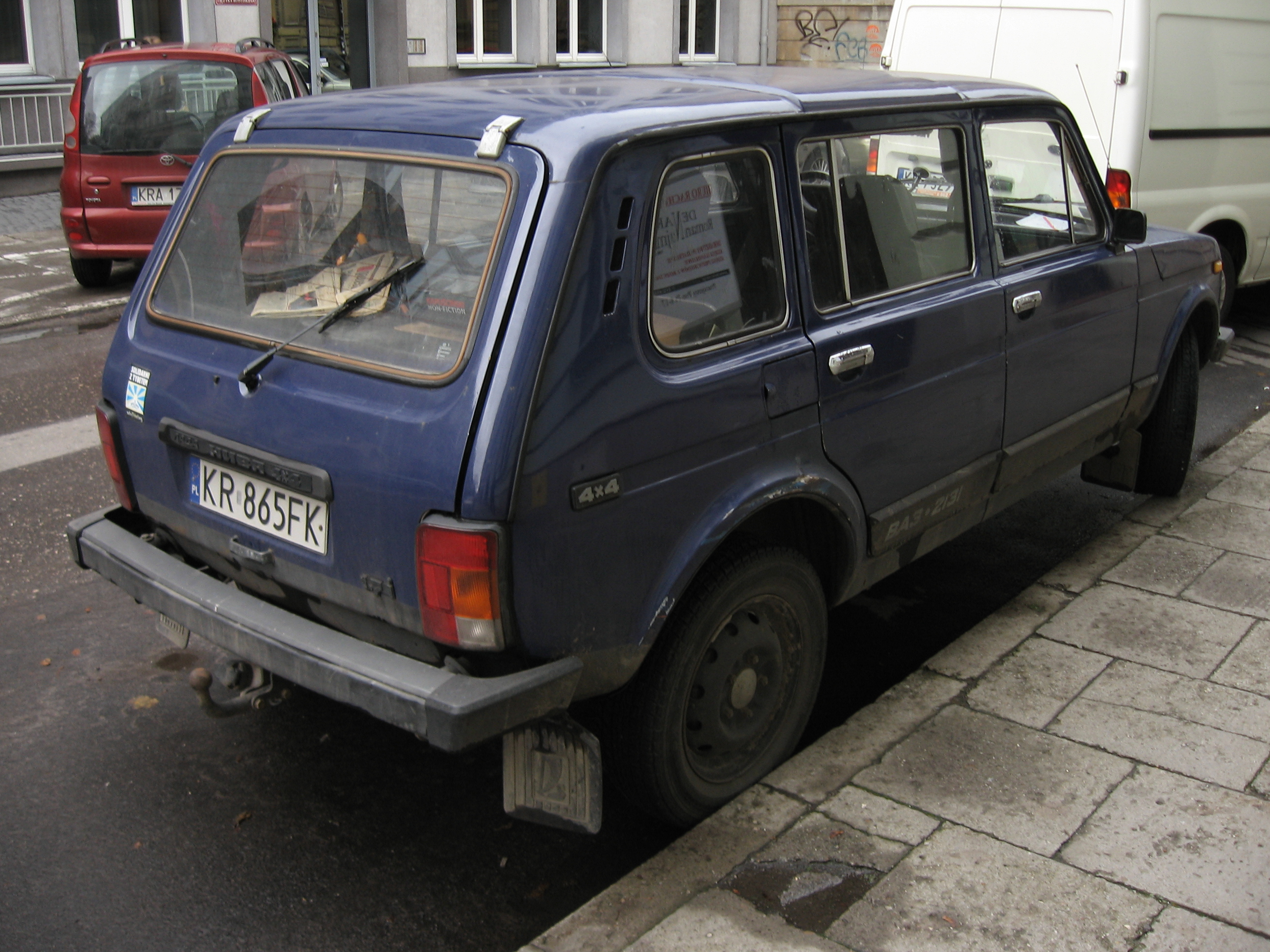
Łada Niva 2131 – tył

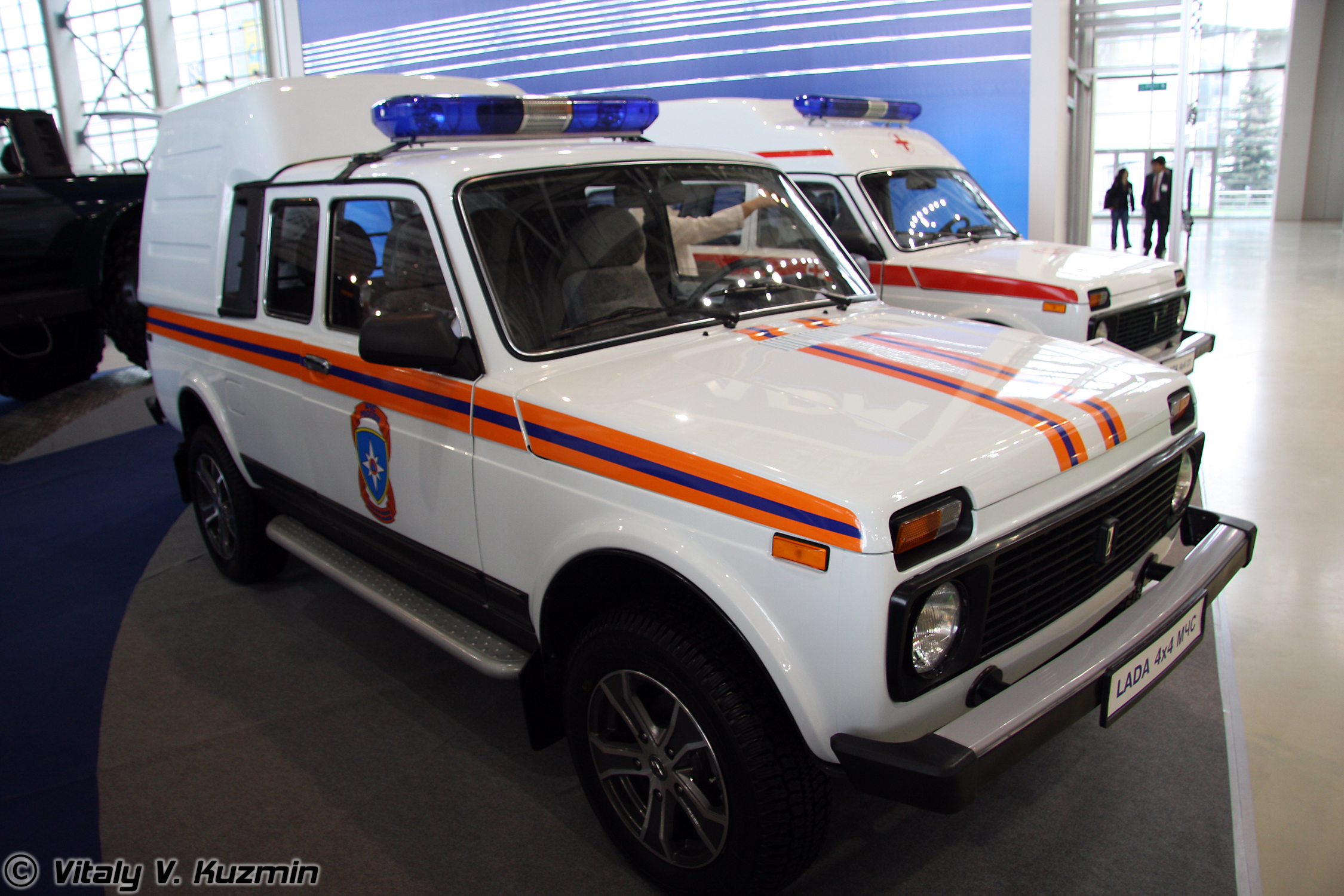
Łada Niva 2329 Pickup

Łada Niva 2131 została zaprezentowana po raz pierwszy w 1995 roku.
Dodatkowy wariant Nivy poszerzył gamę wersji nadwoziowych wyróżniając się kodem fabrycznym 2131. Pod kątem wizualnym i technicznym samochód zyskał wyraźnie dłuższe nadwozie, poza dodatkową parą drzwi charakteryzujące się także wydłużonym rozstawem osi i dodatkową, dużą szybką między słupkiem C i D.
W listopadzie 2021 roku producent poinfirmował, że koniec produkcji wydłużonego, 5-drzwiowego wariantu Łady Nivy został wyznaczony na grudzień tego samego roku, kończąc się tym samym po 26 latach rynkowej obecności.

### Wersje
- 2131 Tajga – gama modeli pięciodrzwiowych
  - 21310 – silnik o pojemności 1,7 l (model standardowy)
  - 21312 – silnik o poj. 1,8 l, wyposażenie dodatkowe
  - 21314 – silnik o poj. 1,8 l, wyposażenie standardowe
  - 21315 – silnik Diesla produkcji Peugeota o poj. 1,9 l
  - 21317 – silnik elektryczny (zasięg 125 km)
  - 213102 – silnik o poj. 1,7 l, podwyższone i wydłużone nadwozie
  - 213122 – silnik o poj. 1,8 l, podwyższone i wydłużone nadwozie
  - 213105 – silnik o poj. 1,7 l, sanitarka
  - 213125 – silnik o poj. 1,8 l, sanitarka
- 2129 Tajga – trzydrzwiowy wydłużony model Nivy (pośredni między 21213 a 2131)
- 2302 – furgon, silnik o poj. 1,6 l (wym. 4800 × 1780 × 1650 mm) – rok 1995
- 2328 – dwumiejscowy pick-up, silnik o poj. 1,7 l
- 2329 – pick-up na podwoziu modelu 2129 (wym. 4540 × 1680 × 1640-1980), silnik o poj. 1,8 l
- 2346 – samochód ciężarowy z napędem 4x4 o półramowej konstrukcji (wym. 4440 × 2850 × 1660 mm), silnik z modelu 2121
  - 23460 – nadwozie dwuosobowe z długą skrzynią ładunkową
  - 23461 – nadwozie czteroosobowe ze skróconą skrzynia ładunkowa
  - 23464 – wersja czteroosobowa ze skróconą nadwoziem i skrzynią ładunkową bez zabudowy

### Silniki
| Pojemność                       | 1.6l      | 1.7l      | 1.7l      | 1.8       | 1.9    |
| ------------------------------- | --------- | --------- | --------- | --------- | ------ |
| Lata produkcji                  | 1980-1994 | 1994-2001 | 2001-2020 | 1995-2004 | 1997   |
| Moc (KM)                        | 76 KM     | 79 KM     | 81 KM     | 82 KM     | 78 KM  |
| Maksymalny Moment Obrotowy (Nm) | 118 Nm    | 127 Nm    | 131 Nm    | 139 Nm    | 150 Nm |
| Rodzaj Silnika                  | Benzynowy | Benzynowy | Benzynowy | Benzynowy | Diesla |

## Druga generacja

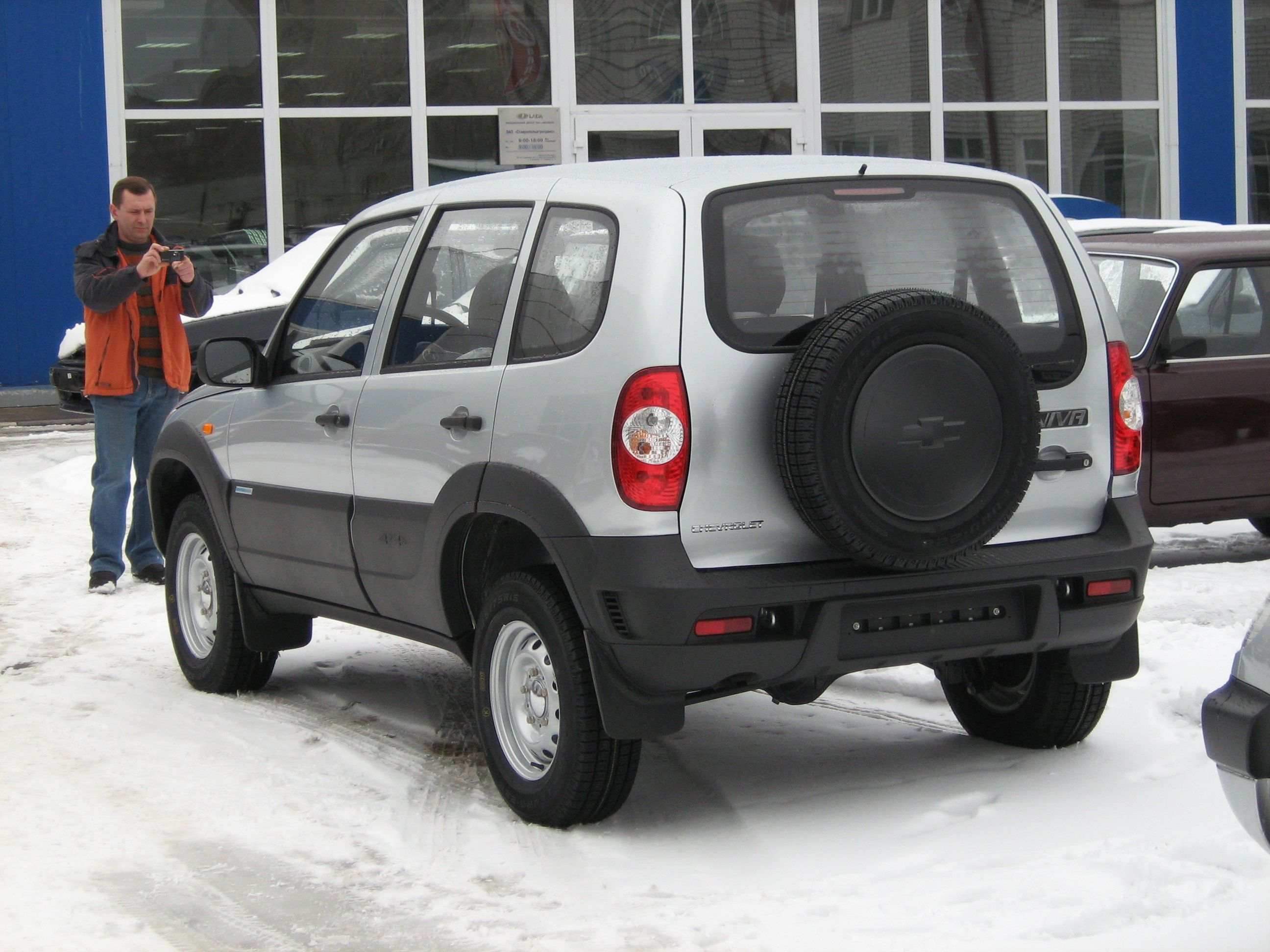
Chevrolet Niva - tył

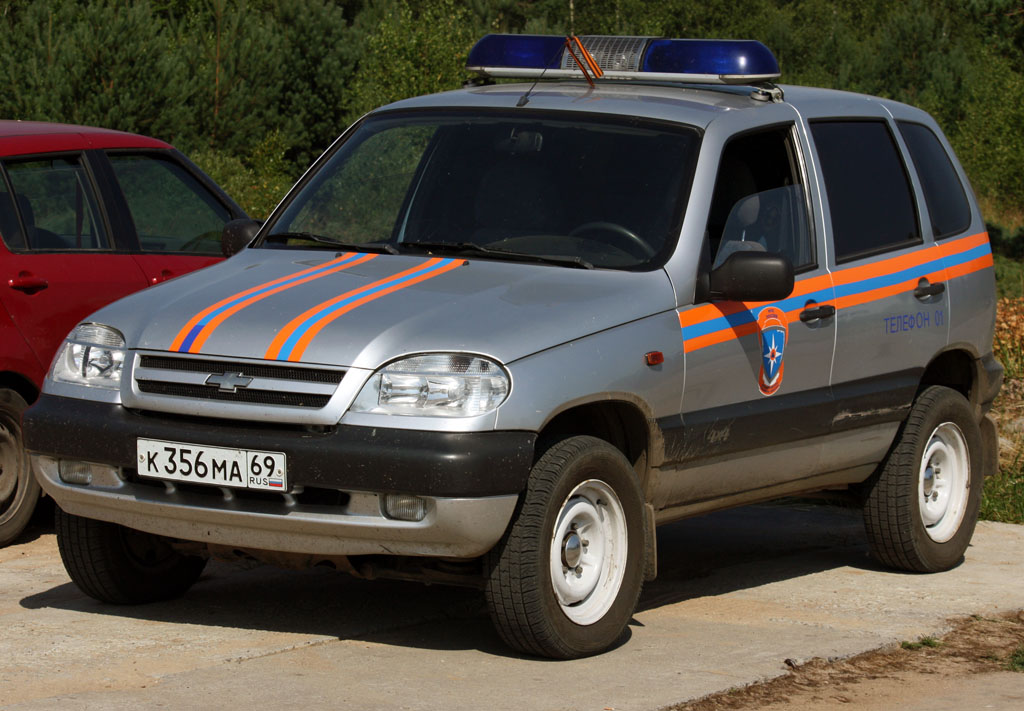
Chevrolet Niva

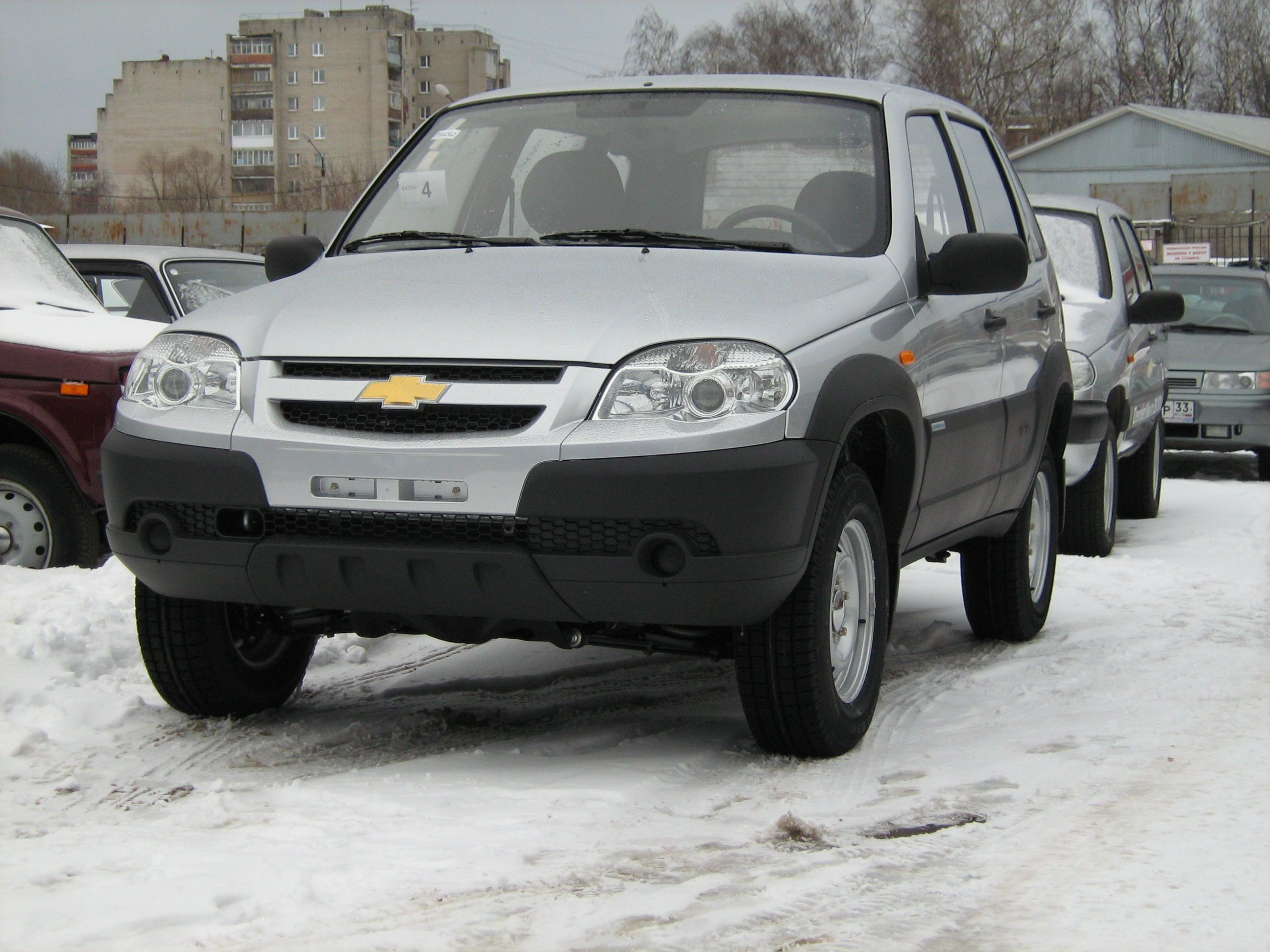
Chevrolet Niva po liftingu

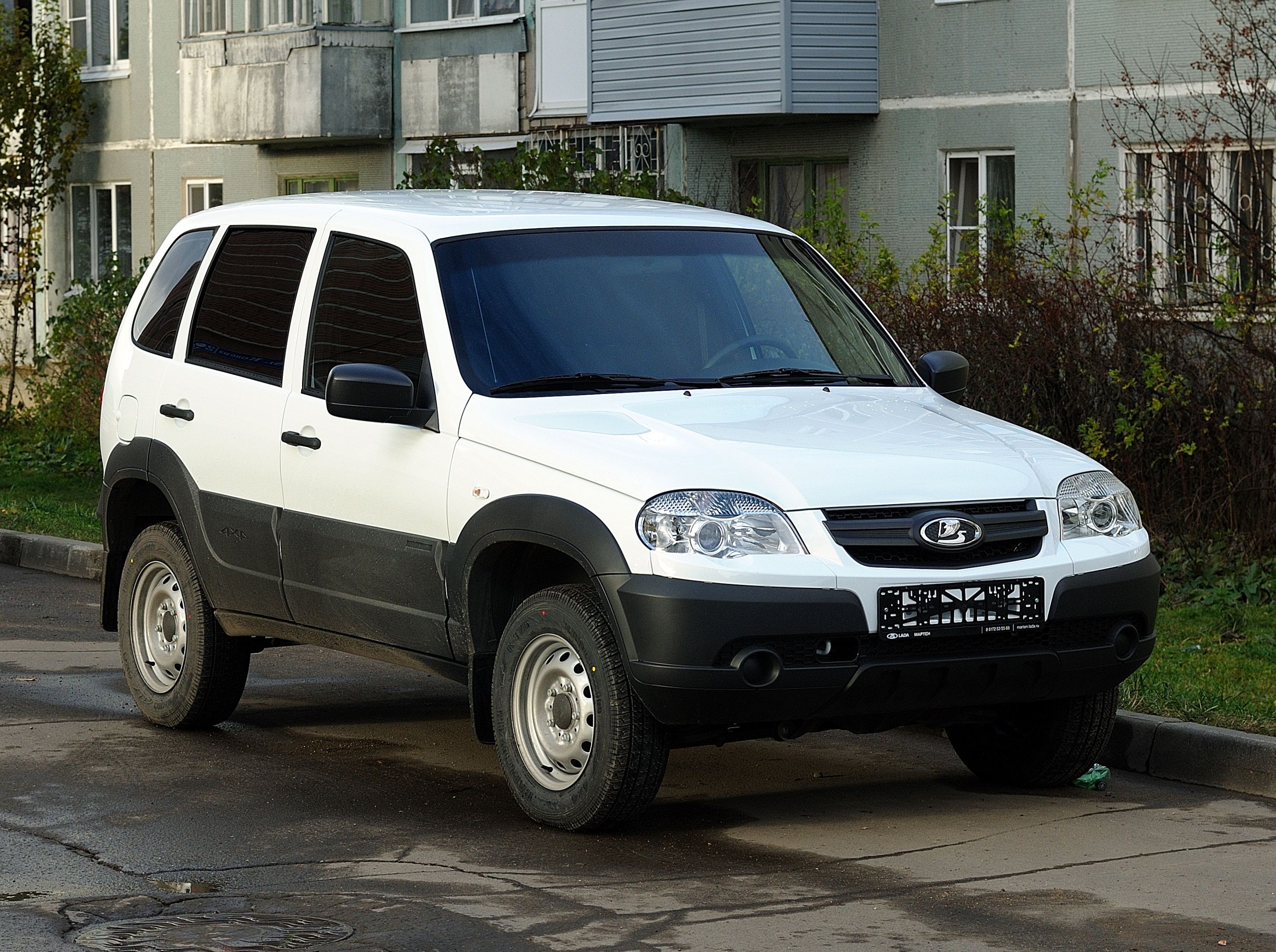
Łada Niva II

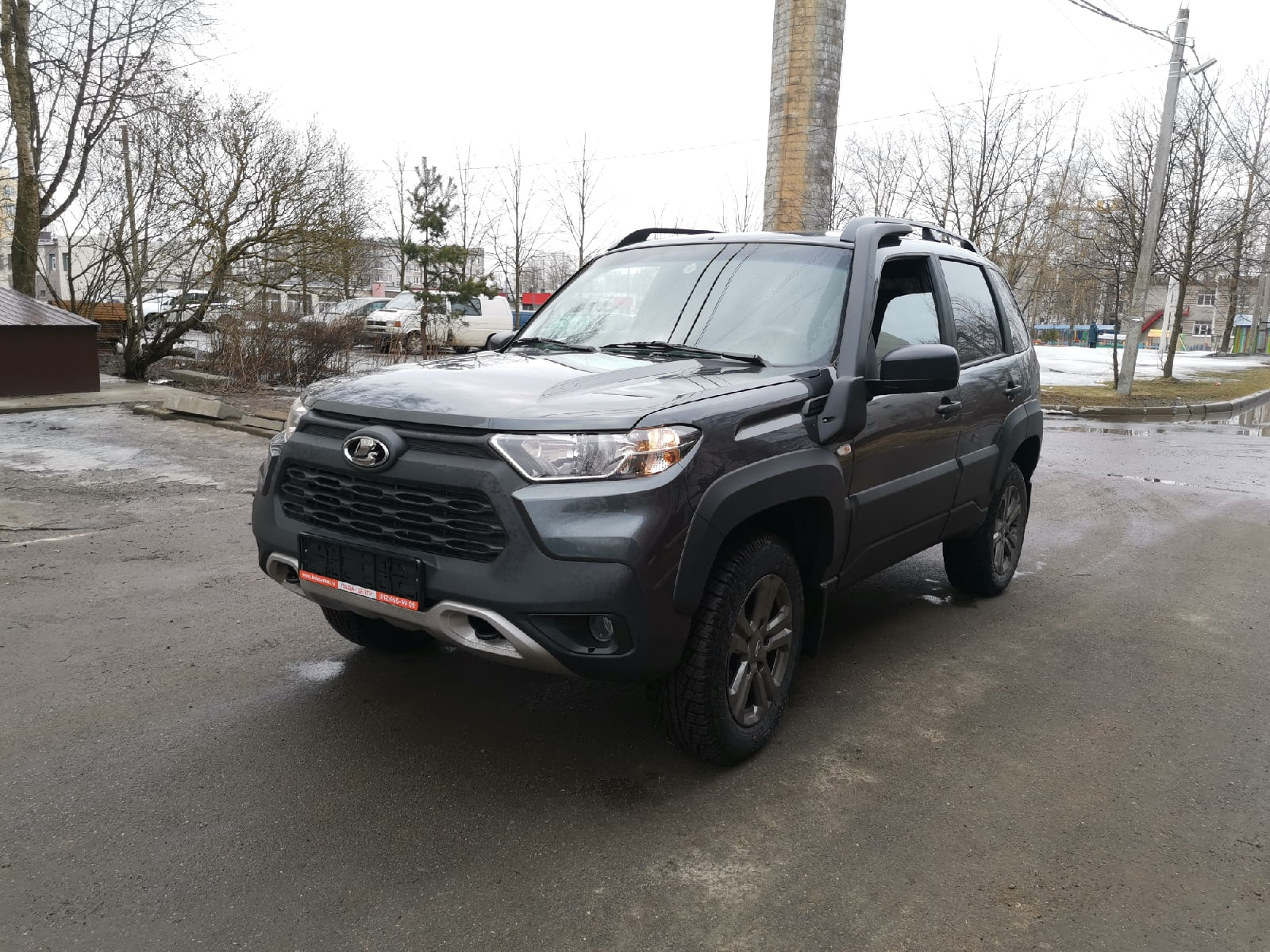
Łada Niva Travel po drugim liftingu

Łada Niva II została zaprezentowana po raz pierwszy w 1998 roku.
W 1998 roku na Międzynarodowym Salonie Motoryzacyjnym w Moskwie przedstawiono pierwszy, jeszcze prototypowy egzemplarz zupełnie nowej, drugiej generacji Nivy o oznaczeniu WAZ-2123 Niva. W konstrukcji nowego pojazdu wykorzystano wiele elementów znanych z modelu 2121 oraz 2131, jak choćby układ jezdny, skrzynia biegów, skrzynia rozdzielcza czy 1,7-litrowy silnik z jednopunktowym wtryskiem o mocy 80 KM. Początkowo przewidywano również wyposażenie tego auta w silniki benzynowe własnej konstrukcji o pojemności 1,8 dm³ i 2,0 dm³ oraz jednostki wysokoprężnej 1.8D, jednak produkcji Nivy z tymi silnikami nie podjęto.

### Nazwy modelu
Produkcję małoseryjną tego modelu jeszcze pod marką Łada podjęto w 1998 roku. Brak wystarczających środków finansowych umożliwił przekazanie odbiorcom w pierwszym roku małoseryjnej produkcji jedynie 2000 egzemplarzy tego pojazdu. Dalszy rozwój modelu oraz rozpoczęcie seryjnej produkcji możliwe było dopiero po powstaniu w czerwcu 2001 roku spółki GM-AwtoWAZ. Na mocy joint venture między AwtoWAZ a General Motors, zdecydowano się nadać nowej Nivie markę Chevroleta.
Pierwszy seryjny egzemplarz o zmienionej nazwie na Chevrolet Niva zjechał z taśmy fabryki w Togliatti 23 września 2002 roku. W okresie od maja 2006 roku do kwietnia 2008 roku produkowany był Chevrolet Niva FAM1, wyposażony w benzynowy silnik 1.8 16V o mocy 122 KM produkcji firmy Opel. Niemiecka jednostka napędowa zblokowana była z 5-biegową skrzynią japońskiej firmy Aisin.
W 2020 roku, po 18 latach produkcji jako Chevrolet Niva, samochód ponownie zmienił markę w związku z likwidacją spółki GM-AwtoWAZ i odkupieniem przez Ładę pełni praw do produkcji Nivy II. W ten sposób, od lipca 2020 roku pojazd ponownie wytwarzany jest jako Łada Niva. W tym samym roku próg wyprodukowanych egzemplarzy osiągnął 700 000 sztuk.

### Restylizacje
W marcu 2009 roku przeprowadzono dużą modernizację, w wyniku której gruntownie zmodyfikowano wygląd nadwozia. Zmienione zostały przedni oraz tylny zderzak, klosze lamp przednich i tylnych, listwy boczne oraz atrapa chłodnicy z większym logo Chevroleta na poprzeczce w kolorze nadwozia. We wnętrzu Nivy zastosowano nowy drążek zmiany biegów oraz kierownicę produkcji portugalskiego oddziału firmy TRW.
W grudniu 2020 roku Niva przeszła kolejną modernizację nadwozia, która skoncentrowała się na wyglądzie nadwozia i nadała pojazdowi cechy odróżniające go od wyglądu z lat noszenia marki Chevrolet. Aby to podkreślić, pojazd otrzymał nazwę Łada Niva Travel, nowy pas przedni z wysoko umieszczonymi, podłużnymi reflektorami, dużą trapezoidalną atrapą chłodnicy i umieszczonym centralnie owalnym logo Łady. Tylna część nadwozia otrzymała z kolei przestylizowane klosze lamp.

### Silniki
| Pojemność                        | 1.7l         | 1.8l       |
| -------------------------------- | ------------ | ---------- |
| Moc (KM)                         | 80KM         | 125KM      |
| Maksymalny Moment Obrotowy (Nm)  | 127Nm        | 167Nm      |
| Prędkość maksymalna (Km/H)       | 140Km/H      | 165Km/H    |
| Średnie zużycie paliwa (l/100km) | 10.8 l/100km | 10 l/100km |